# Rafael Gayano Lluch
Rafael Gayano Lluch (Valencia 1890, ibidem 25 de febrero de 1954) fue un escritor español.
Estudió leyes, filosofía y letras, desde su juventud estuvo atraído por la poesía y el teatro.
Escribió 109 de obras, casi todas en valenciano y se estrenaron en casi toda España.  Colaboró en numerosas publicaciones relacionadas con la cultura popular valenciana, siendo director de "El pardalero" periódico de carácter satírico . Fue fundador de semanarios como "La veu del poble", "El motiló" y "Teatro valencià". También publicó el libro de poemas "Brots de terra" y realizó estudios de carácter histórico.
Perteneció a la asociación cultural valenciana Lo Rat Penat con el cargo de vocal, y fue considerado un personaje ilustre y llamado para intervenir en actos públicos, como la presidencia del homenaje a Eduard Escalante el 18 de noviembre de 1934.
Fue director del Centro de cultura Valenciana y de la Real academia de Historia. En la ciudad de València existe una calle con su nombre, Calle Gayano Lluch, y también una comisión fallera.